# 1144
| [ Edytuj tabelę ]          |                                                                              |
| Książę Małopolski          | - 1138 Władysław II Wygnaniec 1146                                           |
| Książę Wielkopolski        | - 1138 Mieszko III Stary 1177                                                |
| Król Angkoru               | - 1113 Surjawarman II 1150                                                   |
| Król Anglii                | - 1135 Stefan z Blois 1154                                                   |
| Król Aragonii              | - 1137 Petronela Aragońska 1164                                              |
| Hrabia Barcelony           | - 1131 Rajmund Berengar IV Święty 1162                                       |
| Książę Bawarii             | - 1141 Henryk XI Jasomirgott 1156                                            |
| Margrabia Brandenburgii    | - 1144 Albrecht Niedźwiedź 1170                                              |
| Książę Burgundii           | - 1143 Eudes II 1162                                                         |
| Cesarz Bizancjum           | - 1143 Manuel I Komnen 1180                                                  |
| Cesarz Chin                | - 1127 Song Gaozong 1162                                                     |
| Książę Czech               | - 1140 Władysław II 1172                                                     |
| Król Danii                 | - 1137 Eryk III Jagnię 1146                                                  |
| Władca Egiptu              | - 1130 Al-Hafiz 1149                                                         |
| Król Francji               | - 1137 Ludwik VII Młody 1180                                                 |
| Król Gruzji                | - 1125 Dymitr I 1156                                                         |
| Hrabia Holandii            | - 1121 Dirk VI 1157                                                          |
| Cesarz Japonii             | - 1141 Konoe 1155                                                            |
| Kalif                      | - 1136 Al-Muqtafi 1160                                                       |
| Król Kastylii              | - 1126 Alfons VII 1157                                                       |
| Wielki książę Kijowa       | - 1139 Wsiewołod II Olegowicz 1146                                           |
| Patriarcha Konstantynopola | - 1143 Michał II Kurkuas 1146                                                |
| Władca Korei               | - 1122 Injong 1146                                                           |
| Król Nawarry               | - 1134 Garcia IV 1150                                                        |
| Król Norwegii              | - 1136 Inge I Garbaty 1161 - 1136 Sigurd II Gęba 1155 - 1142 Eystein II 1157 |
| Książę Obodrzyców          | - 1131 Niklot 1160                                                           |
| Hrabia Palatynatu          | - 1142 Herman III von Stahleck 1155                                          |
| Papież                     | - 1143 Celestyn II 1144 - 1144 Lucjusz II 1145                               |
| Król Portugalii            | - 1139 Alfons I 1185                                                         |
| Sułtan Rumu                | - 1116 Masud I 1156                                                          |
| Książę Rusi halickiej      | - 1141 Władymirko 1153                                                       |
| Książę Saksonii            | - 1142 Henryk Lew 1180                                                       |
| Sułtan Wielkich Seldżuków  | - 1118 Ahmad Sandżar 1157                                                    |
| Król Szkocji               | - 1124 Dawid I Szkocki 1153                                                  |
| Król Szwecji               | - 1130 Swerker I Starszy 1156                                                |
| Doża Wenecji               | - 1130 Pietro Polani 1148                                                    |
| Król Węgier                | - 1141 Gejza II 1161                                                         |

Rok 1144 / MCXLIV
stulecia: XI wiek ~
XII wiek ~
XIII wiek

lata: 1134 «
1139 «
1140 «
1141 «
1142 «
1143 «
1144
» 1145
» 1146
» 1147
» 1148
» 1149
» 1154

## Wydarzenia w Polsce
- 27 lipca – zmarła Salomea z Bergu. Po śmierci księżnej zaostrzył się konflikt między Władysławem II a jego młodszymi braćmi, którzy przejęli oprawę wdowią Salomei (ziemię sieradzką), należną po jej śmierci seniorowi.
- 8 listopada – dokonano konsekracji katedry płockiej.

## Wydarzenia na świecie
- 12 marca – Lucjusz II został papieżem.
- 24 czerwca – król Nawarry Garcia IV ożenił się z Urraką Kastylijską.
- 24 grudnia – muzułmanie odzyskali Edessę.

## Urodzili się
- Boemund III, książę Antiochii (zm. 1201).
- Chigyŏm Yangji, koreański buddysta (zm. 1229).
- Wilhelm Marshal, angielski rycerz (zm. 1219).

## Zmarli
- 8 marca – Celestyn II, papież (ur. ?).
- 7 kwietnia – Ulryk I, książę Karyntii.
- 27 lipca – Salomea z Bergu, księżna polska, żona Bolesława III Krzywoustego (ur. 1093–1101).
- Berengar Rajmund I Prowansalski, hrabia Prowansji.
- Etienne de Châlons, francuski biskup.
- Rudolf II, hrabia Stade.
- William z Norwich, angielski chłopiec, o którego zamordowanie oskarżano żydów.